# Adriano Paredão
Adriano Pires de Andrade, mais conhecido como Adriano Paredão, ou simplesmente Adriano (Alambari, 13 de Setembro de 1975), é um futebolista brasileiro que atua como goleiro. Atualmente joga pelo Sport Real.

## Carreira
Apesar de ser paulista, o jogador se consagrou no Remo do Pará, após ser contratado junto ao ABC do Rio Grande do Norte, em 2006.
É grande ídolo da torcida azulina. Em Belém é chamado de Paredão, graças a suas defesas efetuadas nos jogos pelo Leão de António Baena. Teve passagens pelo Águia, Parauapebas, Santana (AP), já em 12 de dezembro de 2009, Adriano retornou ao Remo estreando no dia 13 de dezembro de 2009.
Em 2016, tentou uma vaga para vereador de Belém-PA. Adriano Paredão obteve 396 votos mas não foi eleito.

## Títulos
ABC-RN
- Campeonato Potiguar: 2005
- Copa Rio Grande do Norte de Futebol: 2005

Remo
- Campeonato Paraense: 2007, 2008

## Prêmios
- Eleito melhor goleiro do Campeonato Paraense de 2008, pelo Troféu Camisa 13.

## Feitos
- Primeiro goleiro a marcar gols no Campeonato Paraense de Futebol.[5]